# Comores aux Jeux olympiques d'été de 2012
Les Comores participent aux Jeux olympiques d'été de 2012 à Londres au Royaume-Uni du 27 juillet au 12 août 2012. Il s'agit de sa 5e participation à des Jeux d'été.
Trois sportifs comoriens participent à la compétition dont deux athlètes et un nageur. Aucune médaille n'est remportée durant ces Jeux.

## Athlétisme
Hommes
Courses
| Athlète            | Épreuve     | Séries   | Séries | Demi-finales | Demi-finales | Finale   | Finale |
| Athlète            | Épreuve     | Résultat | Rang   | Résultat     | Rang         | Résultat | Rang   |
| ------------------ | ----------- | -------- | ------ | ------------ | ------------ | -------- | ------ |
| Maoulida Daroueche | 400 m haies | 53.49    | 9e     | NC           | NC           | NC       | NC     |

Femmes
Courses
| Athlète      | Épreuve | Tour préliminaire | Tour préliminaire | Séries   | Séries | Demi-finales | Demi-finales | Finale   | Finale |
| Athlète      | Épreuve | Résultat          | Rang              | Résultat | Rang   | Résultat     | Rang         | Résultat | Rang   |
| ------------ | ------- | ----------------- | ----------------- | -------- | ------ | ------------ | ------------ | -------- | ------ |
| Feta Ahamada | 100 m   | 11.81             | 1re               | 11.86    | 7e     | NC           | NC           | NC       | NC     |

## Natation
| Athlète           | Épreuve          | Séries  | Séries | Demi-finales | Demi-finales | Finale | Finale |
| Athlète           | Épreuve          | Temps   | Rang   | Temps        | Rang         | Temps  | Rang   |
| ----------------- | ---------------- | ------- | ------ | ------------ | ------------ | ------ | ------ |
| Ayouba Ali Sihame | 100 m nage libre | 1:14.40 | 3e     | NC           | NC           | NC     | NC     |

## Liste des engagés
Athlétisme
- Maoulida Daroueche en 400 mètres haies hommes[2]
- Feta Ahamada en 100 mètres femmes[2]

Natation
- Ayouba Ali Sihame en 100 mètres nage libre[3]